# Marc II Sanudo
Marc II Sanudo (? - 1303) fou duc de Naxos, fill i successor d'Angel Sanudo el 1262.
Va fer front a una revolta de l'illa de Melos dirigida per un monjo grec que fou capturat; lligat de mans i peus fou tirat a la mar, però fou clement amb els altres rebels. Va perdre Ios, Siphnos, Sikinos i Polykandros davant dels romans d'Orient, però la resta de les seves possessions foren incloses en els tractats de pau negociats per Venècia amb els emperadors Miquel VIII Paleòleg (1277) i Andrònic II Paleòleg (1285) que serien respectades a condició de no donar refugi als pirates.
Marc II va rebutjar les reclamacions de Venècia a l'alta sobirania i va fer homenatge al príncep d'Acaia fins al 1278 i després als reis angevins de Sicília. Durant la guerra entre Venècia i l'imperi de [1296]-1303, Marc va recuperar les illes d'Ios, Santorini, Therasia, Amorgos, Keos i Seriphos que havien estat ocupades pels grecs. Però els senyors locals van refermar la seva autonomia amb relació a Naxos i van reconèixer la sobirania veneciana.
Es va casar, però el nom de la seva esposa no se sap. Va tenir dos fills, Guillem i Marco. El primer, Guillem I Sanudo, li va succeir a la seva mort el 1303.